# Everardo I de Wurtemberg
Everardo I (Stuttgart, 13 de marzo de 1265-ibidem, 5 de junio de 1325) fue conde de Wurtemberg desde 1279 hasta su muerte. Se le apodó "der Erlauchte" o "el Ilustre".

## Biografía
El predecesor de Everardo, su medio hermano Ulrico II asumió el cargo a los once años de edad. Se asume generalmente que estuvo bajo la tutela y regencia del conde Armando I de Grüningen. Ulrico II murió en 1279 y su tutor Armando en 1280, lo que permitió a Everardo ejercer el reinado sin restricciones en el condado de Wurtemberg desde 1280.
Su padre, Ulrico I, había extendido el territorio de Wurtemberg y el antirrey Enrique Raspe había legitimado sus conquistas. Sin embargo, cuando Rodolfo I fue elegido emperador, estos territorios tenían que regresar al Imperio. Rodolfo creó bailíos para administrar los territorios imperiales reclamados. Nombró a su cuñado, Alberto II de Hohenberg-Rotenburg como Vogt del nuevo bailío de Suabia Inferior. La pretensión de Rodolfo era restablecer el ducado de Suabia, que había quedado sin un dirigente después de la ejecución en 1268 de Conradino, el último miembro de la dinastía Hohenstaufen. Con este fin, nombró a su hijo menor, Rodolfo II como duque de Suabia. Everardo resistió estas medidas. A pesar de ser más débil, logró aprovechar la situación tras la muerte de Rodolfo en 1291 y logró éxitos militares contra Alberto de Hohenberg-Rotenburg.
El sucesor de Rodolfo, Adolfo de Nassau, no intentó extender su poder en Suabia. Después de que Adolfo fuera derrocado en 1298, Everardo prometió apoyar a su sucesor, Alberto I, el hijo mayor de Rodolfo de Habsburgo. A su vez, Alberto lo nombró su Vogt de Suabia Inferior. Everardo usó este cargo para salvaguardar sus pretensiones territoriales. No fue hasta 1305 cuando de nuevo entró en conflicto militar, con Alberto.
Everardo apoyó a la nobleza bohemia en su lucha contra Alberto I y su sucesor, Enrique VII. El Vogt imperial Conrado IV de Weinberg, que actuaba a las órdenes de Enrique VII, le declaró la guerra a Everardo, causando muchas alteraciones en Wurtemberg. Wurtemberg se salvó de la derrota por la muerte de Enrique VII el 24 de agosto de 1313 y la elección en 1314 de Luis IV como rey de los alemanes y de Federico el Hermoso como antirrey. Maniobrando tácticamente entre el rey y el antirrey, Everardo consiguió compensar sus pérdidas territoriales e incluso ganar algunos territorios más. Su participación en la guerra de Bohemia trajo más recursos, que usó para adquirir tierra y ciudades en Suabia de las empobrecidas familias nobles, por ejemplo, el conde palatino de Tubinga.
Everardo I hizo de Stuttgart la capital de Wurtemberg. Murió en 1325 y fue enterrado en la Stiftskirche de Stuttgart.

## Familia

Blasón de los
condes de Wurtemberg

Everardo era el hijo del conde Ulrico I de Wurtemberg, que murió unas pocas semanas antes de su nacimiento. Su madre fue Inés de Silesia-Legnica, una hija de Boleslao II Rogatka. Ella probablemente murió al dar a luz; algunas fuentes hablan de un parto por cesárea.
Everardo se casó tres veces.

### Primer matrimonio
No se conoce con seguridad la identidad de su primera esposa. Martin Crucius pensaba que podía ser Adelaida, de Werdenberg-Heiligenberg de Sigmaringen.  Otros autores creen que era un miembro de la familia noble Hohenberg, pero puede que se confundan con Matilde de Hohenberg, que se casó con su hijo y sucesor, Ulrico III. Una tercera teoría sostiene que era una hija de los duques de Teck. El hecho de que su hijo Ulrico III adquiriera Sigmaringen en 1325 y que su hija Inés se casara con el conde Enrique de Werdenberg-Sargans-Trochtelfingen son dos hechos que apuntan a una relación estrecha entre Everardo y la dinastía Werdenberg.
Este matrimonio tuvo un hijo y una hija:
- Ulrico (n. después de 1285; m. 1315)
- Inés (n. antes de 1300; m. antes de 1349), se casó con Enrique de Werdenberg-Sargans-Trochtelfingen

### Segundo matrimonio
La segunda esposa de Everardo fue Margarita, una hija del duque Federico III de Lorena. De este matrimonio, Everardo tuvo un hijo:
- Ulrico III (n. entre 1286 y 1291; m. 11 de julio de 1344), conde de Wurtemberg desde 1325 hasta 1344

### Tercer matrimonio
La tercera esposa de Everardo fue Irmengarda, una hija del margrave Rodolfo I de Baden-Baden. De este matrimonio Everardo tuvo tres hijas:
- Inés (n. alrededor de 1295; m. 1317), condesa por matrimonio de Oettingen
- Adelaida Matilde (n. entre 1295 y 1300; m. 3 de septiembre de 1342), se casó con Kraft II de Hohenlohe (m. 3 de mayo de 1344)
- Irmengarda (n. después de 1300; m. 1329), condesa por matrimonio de Hohenberg

### Hijo no matrimonial
Se cree que el clérigo Ulrich von Höfingen era hijo no matrimonial de Everardo.